# Missionarie del Cuore Immacolato di Maria
Le Missionarie del Cuore Immacolato di Maria (in spagnolo Misioneras Cordimarianas; sigla M.C.M.) sono un istituto religioso femminile di diritto pontificio.

## Storia
La congregazione fu fondata il 19 marzo 1921 a Città del Messico dal sacerdote claretiano Julián Collell insieme con Carmen Serrano.
A causa della politica antireligiosa del presidente Plutarco Elías Calles, nel 1926 le suore lasciarono il Messico e si rifugiarono a San Antonio, nel Texas; rientrarono in patria nel 1938 su invito dell'arcivescovo di León.
L'istituto ricevette il pontificio decreto di lode il 20 luglio 1962.

## Attività e diffusione
Le suore si dedicano all'apostolato catechistico, alla diffusione della stampa cattolica e all'educazione della gioventù.
Oltre che in Messico, sono presenti in Guatemala, Honduras e Stati Uniti d'America; la sede generalizia è a Toluca.
Alla fine del 2015 l'istituto contava 97 religiose in 19 case.